# Skałów
Skałów [pronunciación en polaco: /ˈskawuf/] es un pueblo en el distrito administrativo de Gmina Koźmin Wielkopolski, dentro del Distrito de Krotoszyn, Voivodato de Gran Polonia, en Polonia central. Se encuentra aproximadamente 6 kilómetros al suroeste de Koźmin Wielkopolski, 14 kilómetros al norte de Krotoszyn, y 74 kilómetros al sureste de la capital regional, Poznań.